# Langur de l'est de Sumatra
El langur de l'est de Sumatra (Presbytis percura) és una espècie de primat de la família dels cercopitècids. Anteriorment era considerat una subespècie del langur llistat (P. femoralis), del qual fou separat basant-se en dades genètiques. És endèmic de la província de Riau, al centre-est de Sumatra (Indonèsia). El seu estat de conservació encara no ha estat avaluat formalment per la Unió Internacional per a la Conservació de la Natura (UICN), però probablement compleix els criteris per ser considerat una espècie en perill crític.